# Festival Internacional de la Cerveza de Qingdao

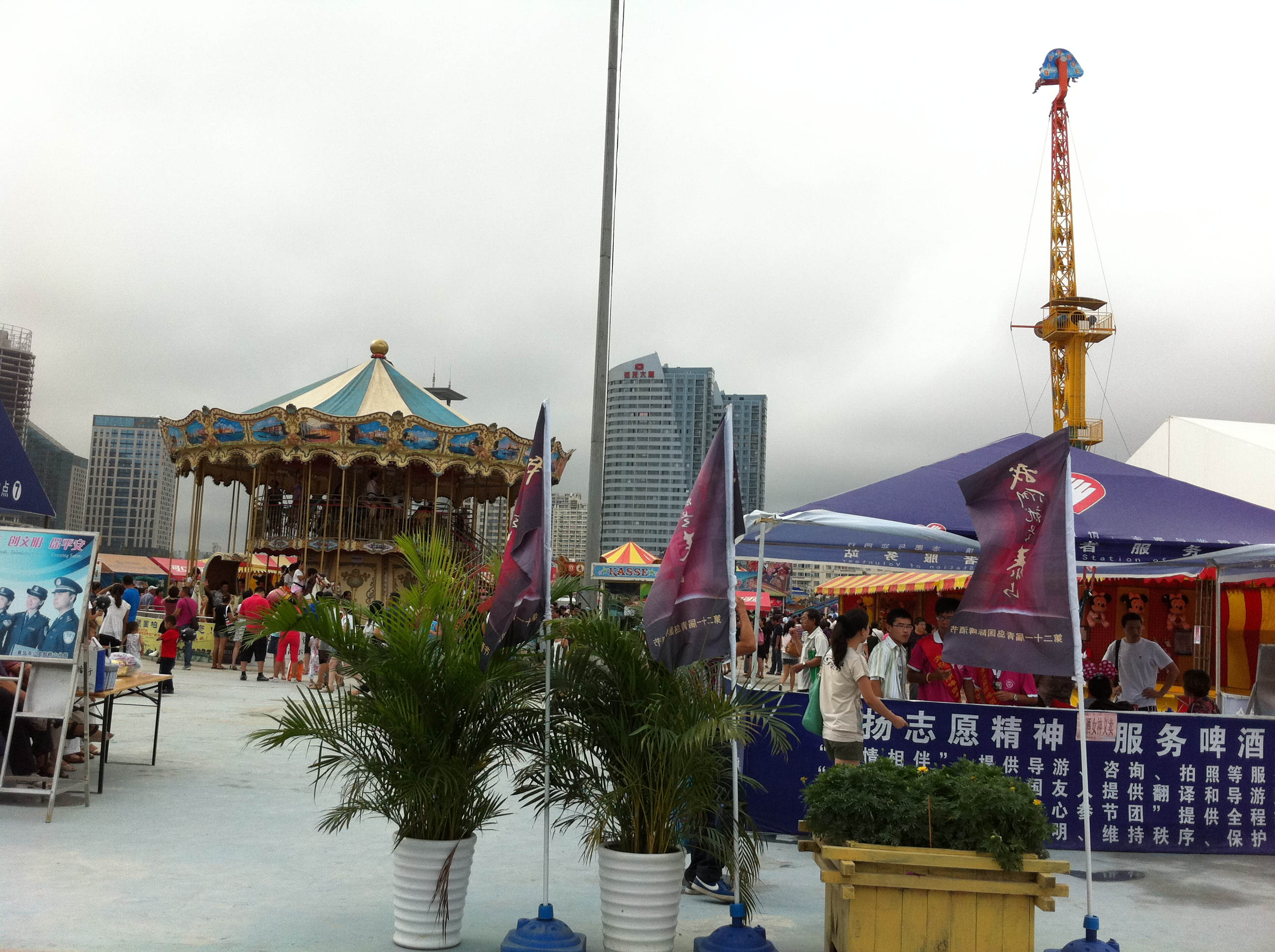
Festival internacional de la cerveza de Qingdao

El Festival Internacional de la Cerveza de Qingdao (en chino simplificado: 青島國際啤酒節, en chino tradicional: 青岛国际啤酒节, en pinyin: qīngdǎo guójì píjiǔjiē) es un evento anual celebrado desde 1991 en el segundo fin de semana del mes de agosto en la ciudad de Qingdao en la República Popular China; esta ciudad es conocida como la ciudad china de la cerveza por la fabricación de la marca más reconocida del país, la cerveza Tsingtao. Se considera el festival más importante de cerveza en el continente asiático y reúne cada verano a productores de cerveza de diversas partes del mundo, en las playas de esta ciudad en el distrito de Shandong. Tiene una duración de dos semanas y consta de una concurrida inauguración, catas de cerveza, actuaciones nocturnas, competiciones de bebedores, concursos, karaoke, entre otros eventos. El festival también es conocido como el Oktoberfest asiático en referencia al famoso festival alemán.

## Historia
Cada mes de agosto, miles de aficionados de la cerveza de todo el mundo, se reúnen en la ciudad de Qingdao al noreste de China. El primer festival se realizó en el año de 1991 para celebrar el centenario de la fundación del pueblo. Debido a que la historia del lugar, está íntimamente relacionada con la fundación de la compañía de cerveza Tsingtao de capital anglo-alemán, se decidió realizar este festival en honor a la famosa bebida. En 2016, asistieron al festival cuatro millones de personas quienes consumieron más de un millón de litros del líquido ámbar y convivieron en un espacio de 66,6 hectáreas. Durante esta celebración, también se rompió el Récord Guinness de más personas bebiendo cerveza al mismo tiempo, al haberlo hecho 10.000 personas.

## Participantes
El festival reúne a productores internacionales de cerveza, algunos de los que han participado en este evento son por ejemplo, la Beck's, la Berliner Weiße y la Bischofshof 1964 de Alemania, la Kirin y Asahi de Japón, la Carlsberg de Dinamarca, la Corona de México, la Heineken de Países Bajos, la Mahou de España, la Tiger de Singapur, la Budweiser de Estados Unidos y desde luego la Tsingtao de China, entre otras.